# Извор Источник
Извор Источник се налази на Фрушкој гори, у долини испод Шуљамачке главице, дубље у шуми према Летенци.
До извора се долази ако се прати стаза Фрушкогорског маратона, од Летенке или од Шуљамачке главице. Смештен је уз поток и окружен ниским растињем. На месту где извире вода озидан је мали бунар са металним кровом из кога се захвата вода. Дубоку хладовину на овом месту прави и врба по којој можете препознати место извора.